# Odontopodisma rubripes
Odontopodisma rubripes là một loài côn trùng thuộc họ Acrididae. Đây là loài đặc hữu của Hungary.